# پالم‌بانگ
پالم‌بانگ (اندونزیایی: Kota Palembang، به الفبای جاوی: کوتا ڤالیمبڠ) پایتخت استان سوماترای جنوبی در اندونزی است. این شهر پیش‌تر پایتخت باستانی پادشاهی سریویجایا بوده‌است.
پالم‌بانگ قدیمی‌ترین شهر اندونزی بوده و سال‌ها پایتخت یک امپراتوری ساحلی بوده‌است. این شهر در کناره‌های رود موسی در ساحل جنوبی جزیرهٔ سوماترا واقع شده و ملقب به «ونیز شرق» است.
مساحت پالم‌بانگ ۴۰۰٫۶۱ کیلومتر مربع بوده و جمعیت آن در سال ۲۰۰۰ بالغ بر ۱٬۴۴۱٬۵۰۰ نفر برآورد شده‌است. این شهر دومین شهر بزرگ سوماترا پس از مدان و هفتمین شهر بزرگ اندونزی به‌شمار می‌رود.
رود موسی و پل آمپرا شهر پالم‌بانگ را به دو بخش بزرگ شمالی و جنوبی تقسیم کرده‌است؛ بخش شمالی «سبرانگ ایلیر» و بخش جنوبی «سبرانگ اولو» نام دارد. سبرانگ ایلیر مرکز اقتصادی و فرهنگی و سبرانگ اولو مرکز سیاسی پالم‌بانگ محسوب می‌شود.

## شهرهای خواهر
پالم‌بانگ با ۶ شهر جهان دارای پیوند خواهرخواندگی است:
- مسکو (روسیه).
- اوساکا (ژاپن).
- مالاکا (مالزی).
- لاهه (هلند).
- بلگورود (روسیه).
- ونیز (ایتالیا).

## نگارخانه

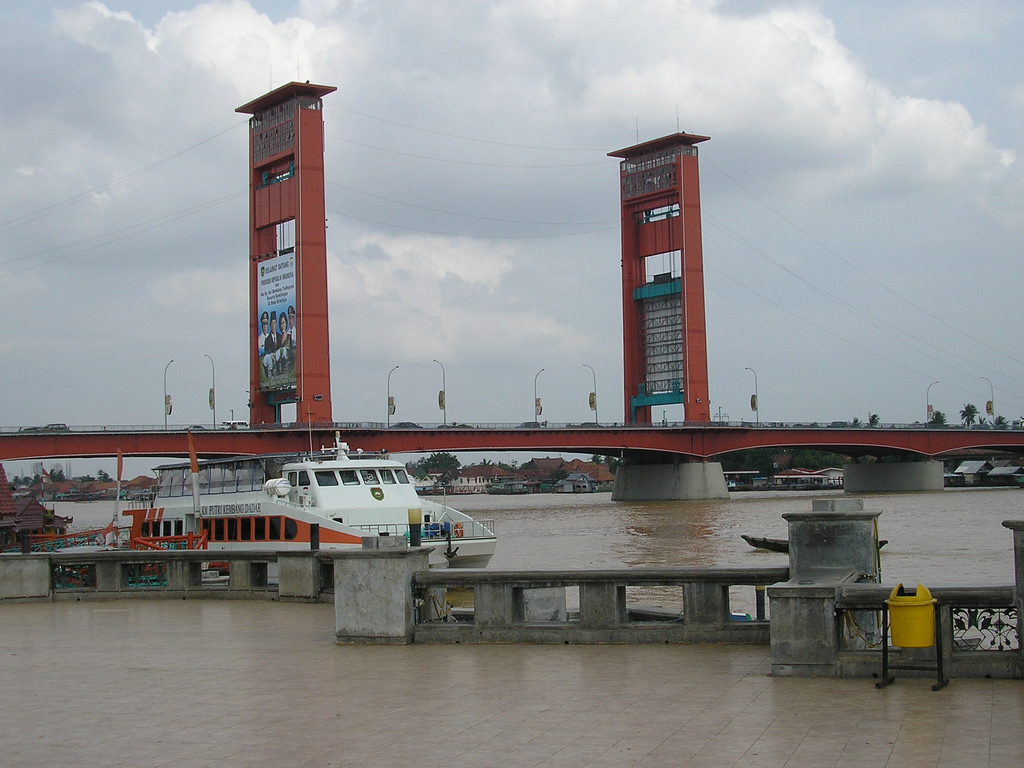
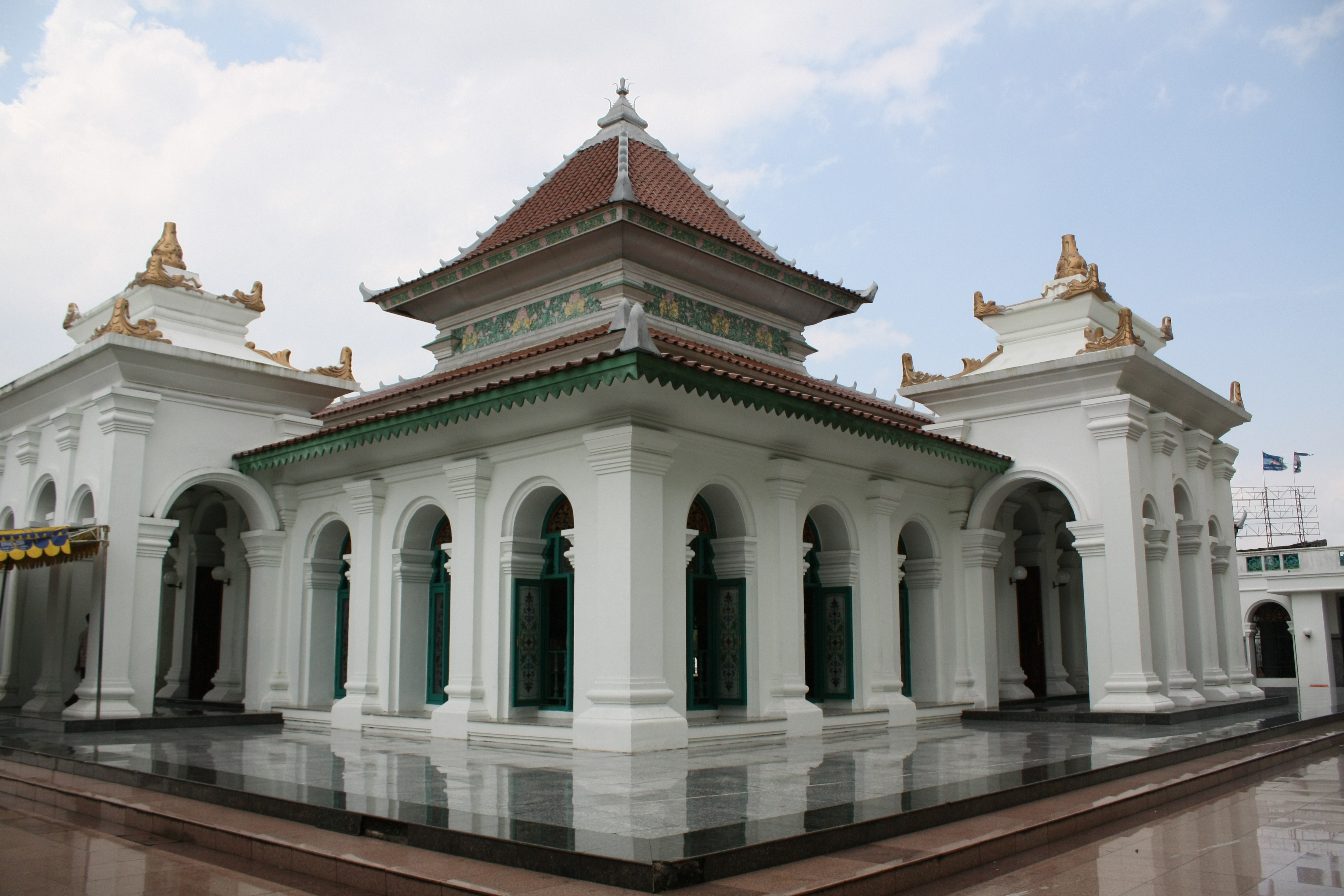
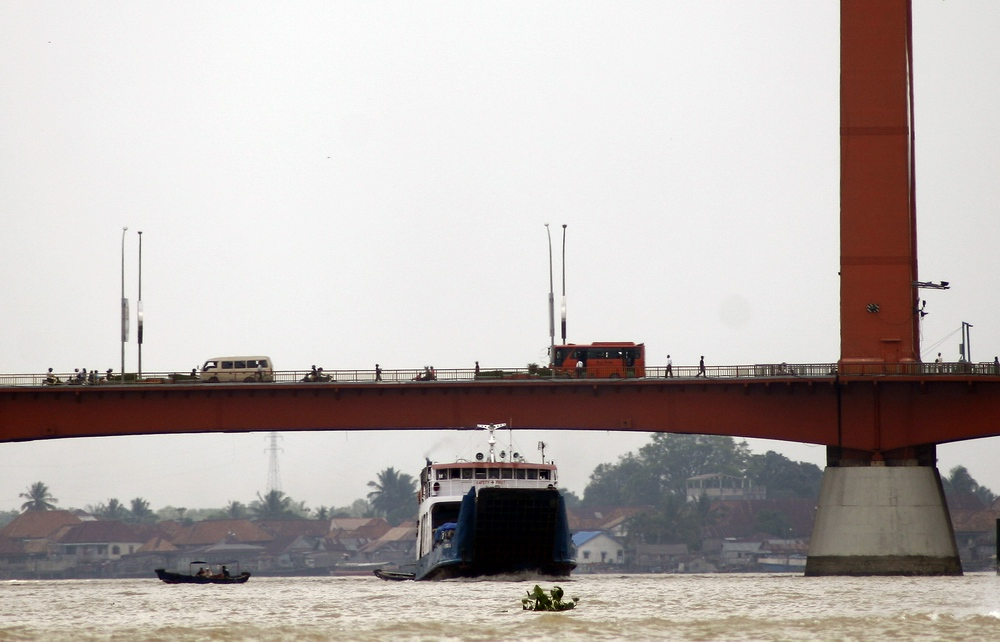
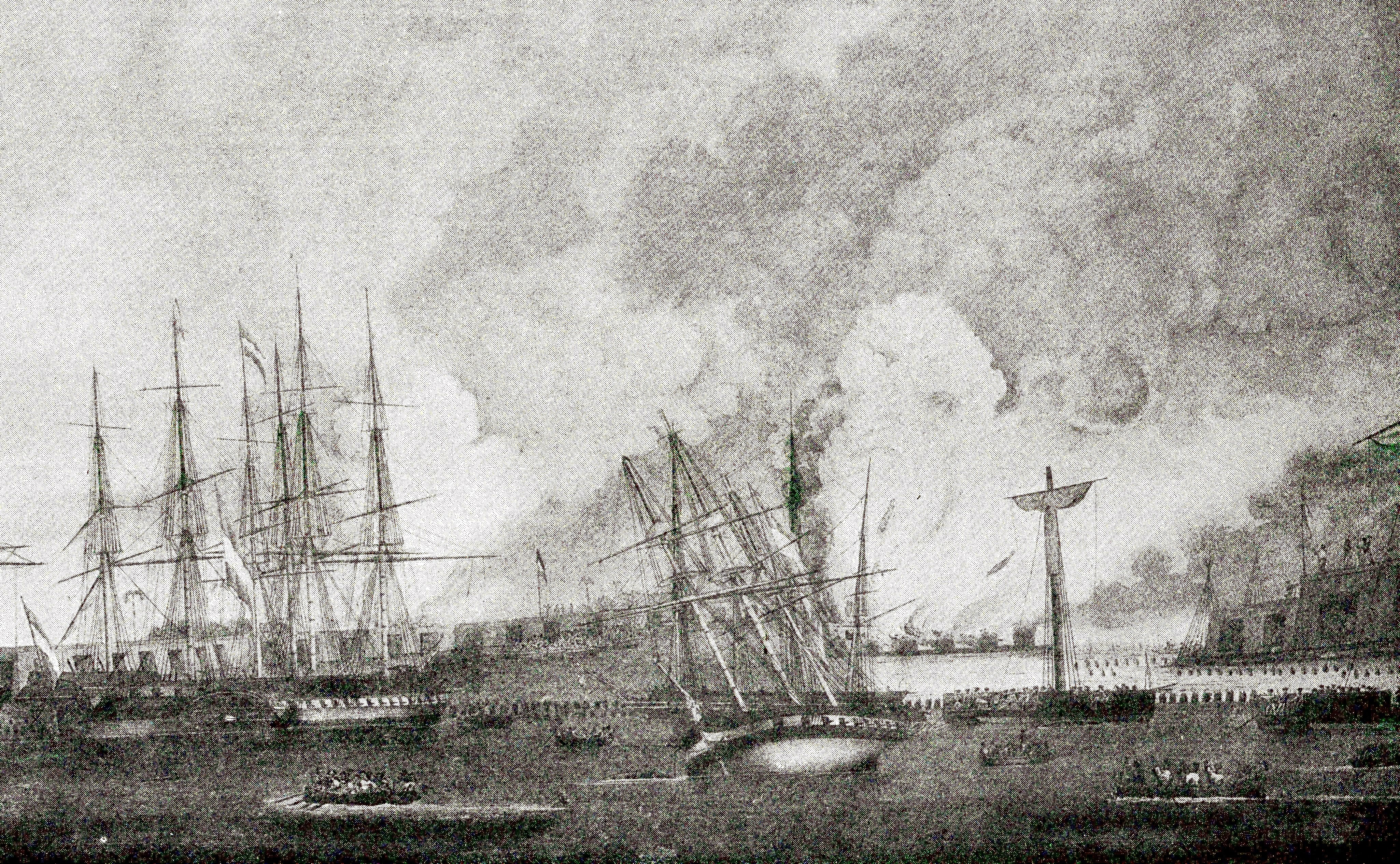